# Interstate 25
Interstate 25 eller I-25 är en väg, Interstate Highway, i USA. Den är 171 mil lång.

## Sträckning

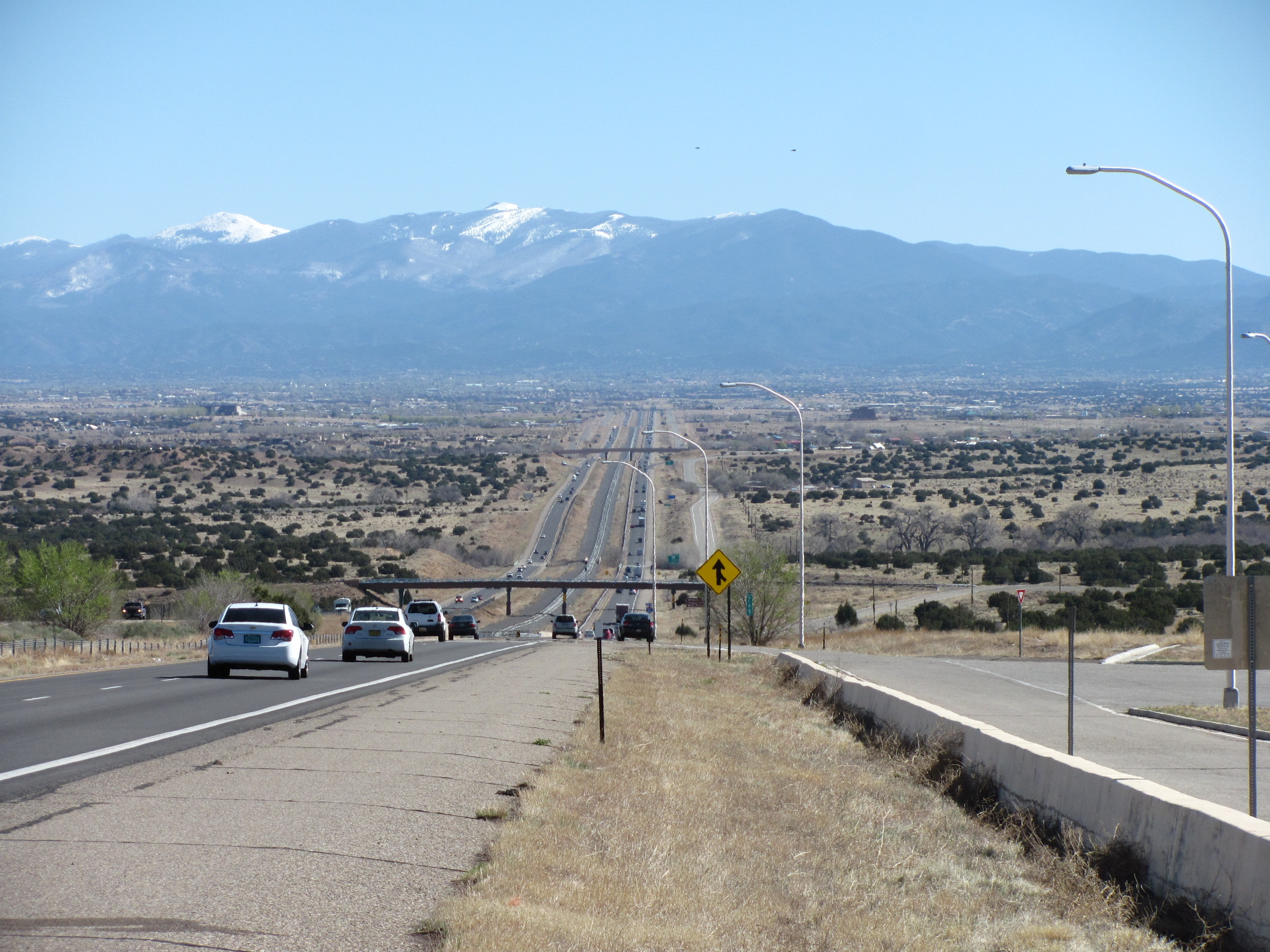
Interstate 25 nära Santa Fe, New Mexico.

Motorvägen går i stora drag i nord-sydlig riktning genom delstaterna New Mexico, Colorado och Wyoming, på östra sidan av Klippiga bergen, och passerar på vägen bland annat följande större städer (från söder till norr):
- Las Cruces, New Mexico (ansluter till Interstate 10)
- Albuquerque, New Mexico (ansluter till Interstate 40)
- Santa Fe, New Mexico
- Las Vegas, New Mexico
- Raton, New Mexico
- Pueblo, Colorado
- Colorado Springs, Colorado
- Denver, Colorado (ansluter till Interstate 70 och Interstate 76)
- Fort Collins, Colorado
- Cheyenne, Wyoming (ansluter till Interstate 80)
- Casper, Wyoming

Vägen ansluter slutligen till Interstate 90 nära den mindre staden Buffalo, Wyoming.